# Dohrniphora beaveri
Dohrniphora beaveri är en tvåvingeart som beskrevs av Ronald Henry Lambert Disney 1990. Dohrniphora beaveri ingår i släktet Dohrniphora och familjen puckelflugor. Inga underarter finns listade i Catalogue of Life.